# Ла-Лантерна

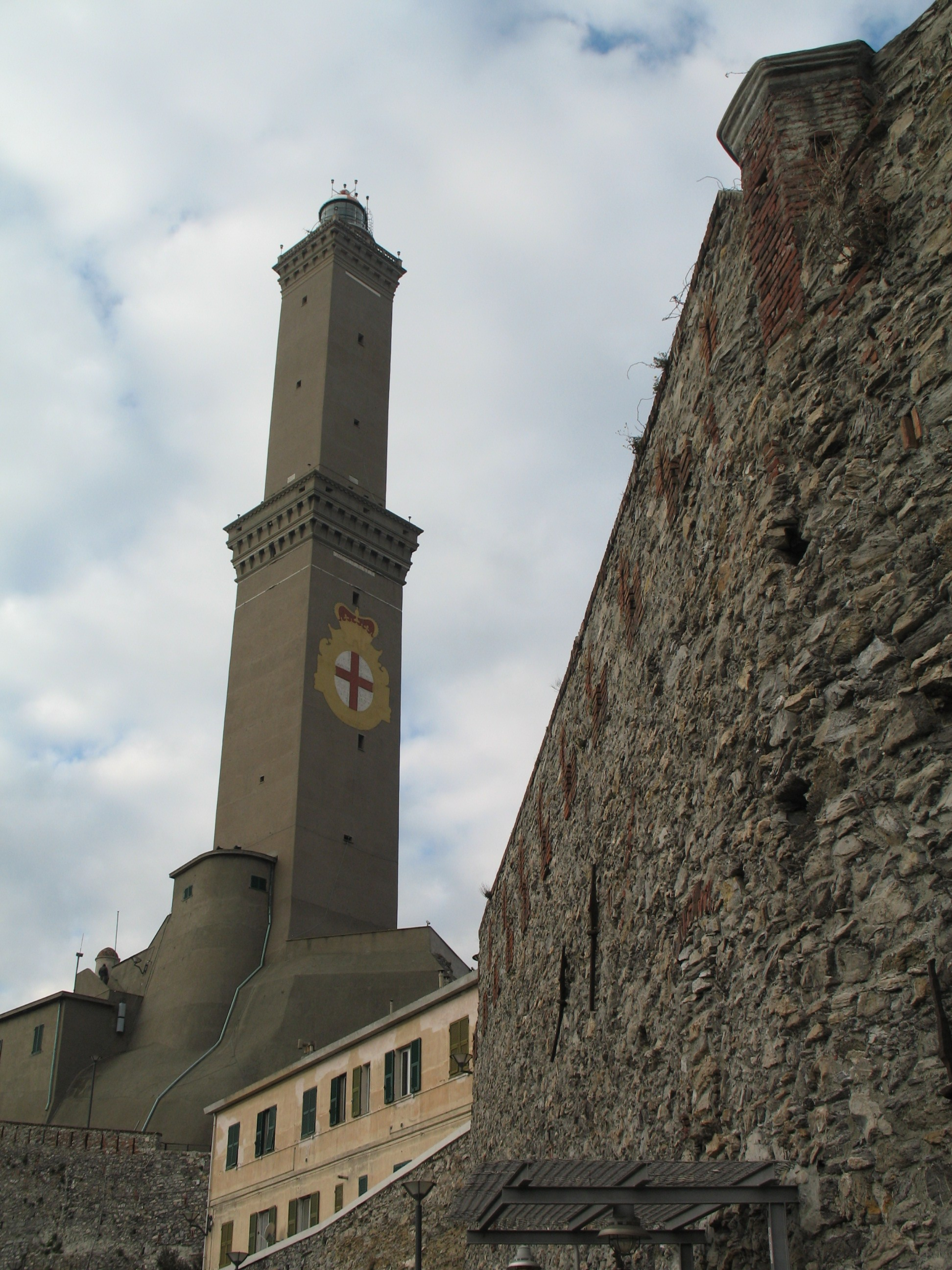

44°24′16″ пн. ш. 8°54′17″ сх. д. / 44.40454° пн. ш. 8.904636° сх. д.
Ла-Лантерна (італ. Lanterna di Genova або просто Lanterna) — головний маяк Генуезького порту. Є символом Генуї. Є одним із найстаріших збережених маяків і водночас одним із найвищих у світі. Висота — 77 метрів, з урахуванням висоти скелі 40 метрів загалом 117 м над рівнем моря. На вершину ведуть 375 сходинок. Із них на першу терасу першого яруса вежі — 172 сходини. До маяка веде доріжка (бл. 800 м) від Терміналу Траґетті. 

## Історія маяка
Перший маяк на цьому місці був побудований близько 1128. У ті часи маяк розташовувався на крайньому язику мису Капо ді Фаро (нині він розкопаний і суцільної лінії не існує) на важливій портовій дорозі, відомій, як Віа-де-Франча (дорога Франції), достатньо далеко від тогочасної межі міста, і лише у XVII сторіччі область навколо маяка була включена в міську зону Ґенуї, всередині оборонних мурів.
Аби підтримувати вогонь, у перші століття існування маяка палили дрова з висушеного ялівцю й вересу. Перші мореплавці платили збір за захід у порт Генуї, і частково цей збір йшов на утримання маяка та підтримку його постійної роботи. Також Ла-Лантерна відігравала важливу роль у період воєн Ґвельфів і Ґібелінів. Під час одного бою прихильники Ґібелінів значно пошкодили маяк, оскільки ґвельфи сховалися в будівлі маяка й оборонялися звідти.
В 1318—1321 було вирішено вирити захисну траншею навколо вежі маяка, щоб найкраще захистити маяк від пошкоджень під час боїв.
В 1326 на маяку була встановлена лампа, що працює на оливковій олії, щоб судна що наближаються могли найкраще розрізняти сигнал маяка.
Щоб вдень було видно, якому місту належить маяк, 1340 року на вежі маяка був намальований герб Генуї.
Приблизно 1400 року маяк був ще раз перебудований і став використовуватися також і як в'язниця, в цій в'язниці тримали як заручника короля Кіпру — Жана II де Лузіньяна та його дружину.
В 1405 священики, які були відповідальні за утримання маяка, помістили на його куполі фрески із зображеннями риби та золотого хреста — символи християнства.
Під час боротьби генуезців з французами маяк був пошкоджений, однак, 1543 року, вежа була відновлена і прийняла сучасний вигляд.
1449 року одним із хранителів маяка був рідний дядько великого дослідника та мореплавця Христофора Колумба — Антоніо Коломбо.
Вежа була пошкоджена під час бомбардування Генуї французами в 1684. Розбите скло замінено за наказом Людовика XIV 1692 року. 1778 року була встановлена досконаліша система замість зношеної за століттям використання попередньої системи. 1840 року була встановлена рухома лінза Френеля, яка була офіційно відкрита у січні 1841. Для підвищення світлової здатності система була модифікована наприкінці століття. 1913 року була проведена повна модернізація маяка, але електрична частина була зроблена погано, і її довелося переробляти у 1936-м. Маяк був пошкоджений американськими та британськими повітряними нападами під час Другої світової війни. 1956 року був завершений проект відновлення маяка.